# Dół czaszkowy donosowy
Dół czaszkowy donosowy, dół czaszkowy przedni – zagłębienie w wewnętrznej powierzchni czaszki.
Jest to leżący najbardziej z przodu z trzech dołów czaszkowych, obok dołu czaszkowego środkowego i dołu czaszkowego doogonowego. Leży też z nich najwyżej. Z jednej strony sięga blaszki sitowej, z drugiej zaś skrzyżowania wzrokowego. 
W dole czaszkowym donosowym leży kresomózgowie. Niedaleko znajduje się parzyste pasmo wzrokowe. Kanał wzrokowy, też parzysty, zmierza ku oczodołowi.
W związku z pneumatyzacją kości przedklinowej procesy patologiczne mogą się szerzyć na pasma wzrokowe. W efekcie mogą nawet doprowadzić do ślepoty.